# 2819 Ensor
2819 Ensor (1933 UR) là một tiểu hành tinh vành đai chính được phát hiện ngày 20 tháng 10 năm 1933 bởi Delporte, E. ở Uccle.